# Dogma (album)
A Dogma a magyar Septicmen együttes első nagylemeze. Az album 2000-ben jelent meg a Nephilim Records gondozásában. Az eredetileg magyar dalszövegekkel kiadott albumot 2001-ben a zenekar angol nyelven is megjelentette saját kiadásban.

## Az album dalai
1. Megkötözve
2. Veled
3. Amazon (instrumentális)
4. Idegen vagyok
5. Eső után
6. Sötét angyalok
7. Szél vagy
8. Az idő nem segít
9. Hideg szemek
10. Syrius (instrumentális)
11. Fényhez út...
12. Túl régen volt
13. Tükrök

## Közreműködők
- Korcsmár Gyula – gitár, ének
- Drótos Gábor – gitár
- Szalai "Vernon" Béla – basszusgitár
- Kulcsár József – dobok